# Expositurkirche Innerlaterns

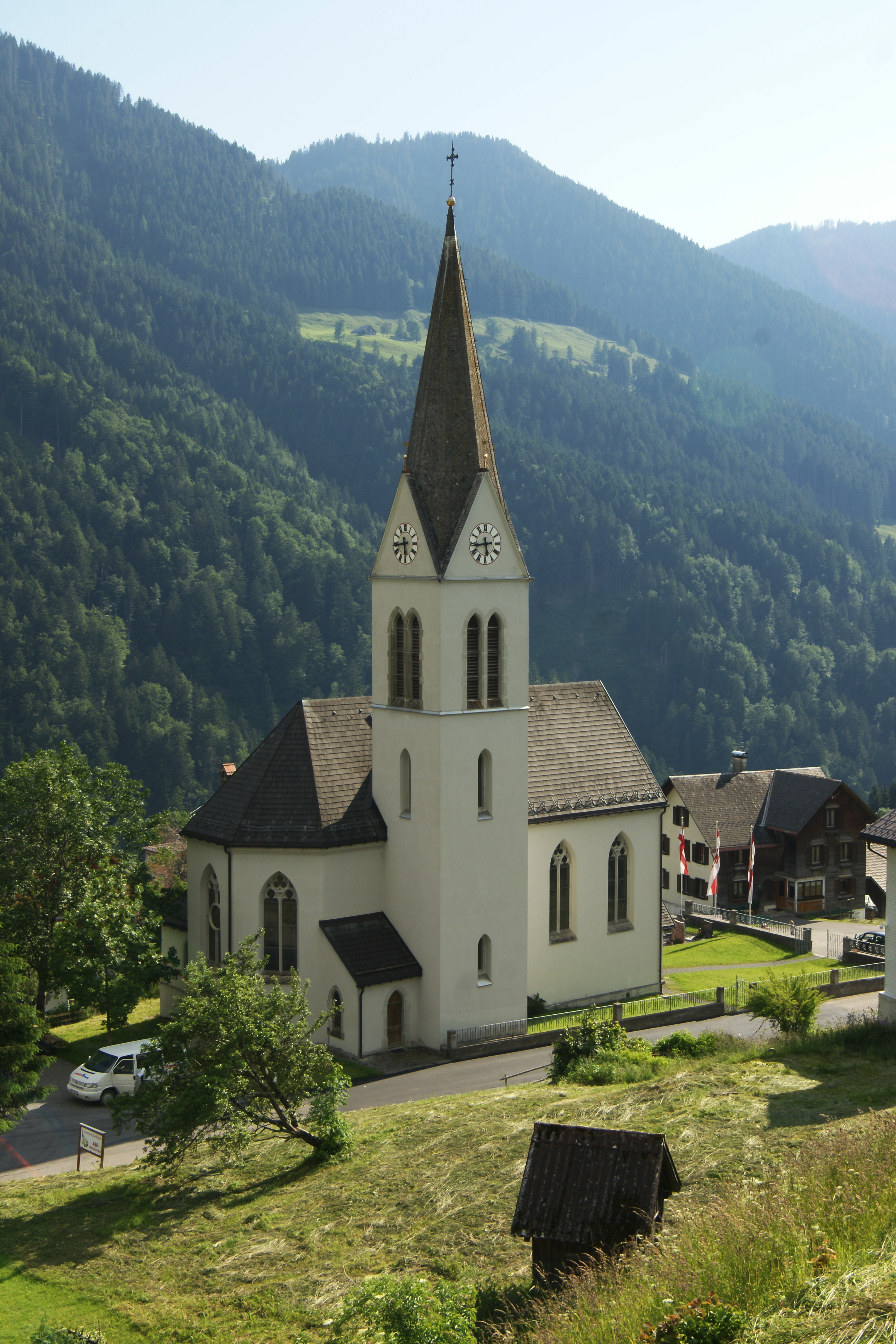
Expositurkirche in Innerlaterns.

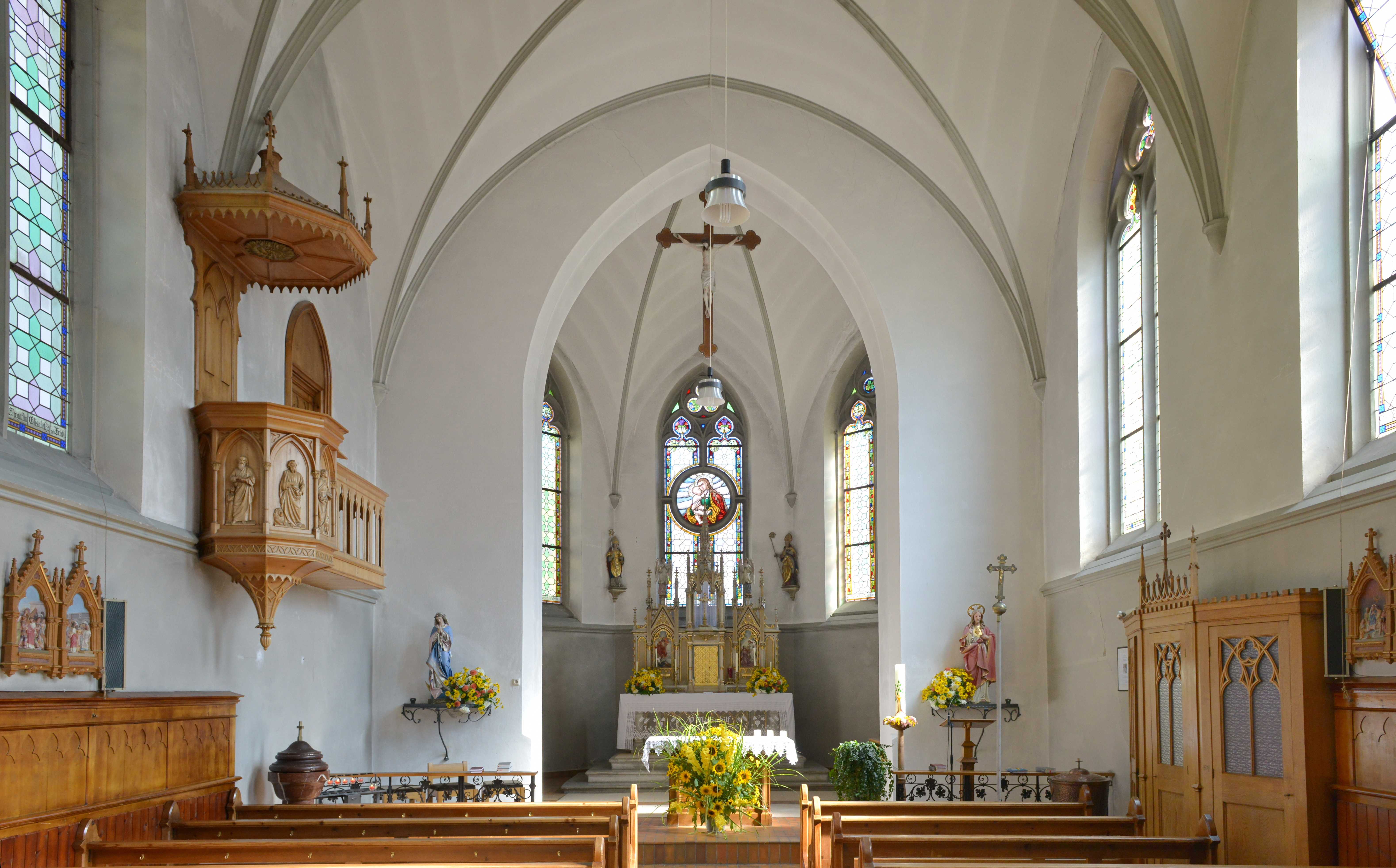
Innenraum der Expositurkirche in Innerlaterns.

Die Expositurkirche Innerlaterns ist eine römisch-katholische Kirche im Laternsertal in der Gemeinde Laterns. Das Kirchengebäude ist denkmalgeschützt und gehört zur Pfarre Laterns im Dekanat Rankweil, welches zur Diözese Feldkirch gehört. Die Kirche mit dem Patrozinium „Unsere Liebe Frau Mariahilf“ ist der Heiligen Maria, Mutter Jesu in ihrer Funktion als Nothelfer geweiht und das Patrozinium wird jährlich Anfang Dezember begangen.

## Geschichte
Als Vorgängerbau bestand eine Kapelle zu Ehren der hll. Theodul und Rochus. 1893 erhält die Kapelle einen eigenen Friedhof und einen Taufstein. 1908 wurde die Expositurkirche im neugotischen Stil errichtet. Über längere Zeit war im 19. Jahrhundert beabsichtigt Innerlaterns als eigene Pfarre zu etablieren, es blieb jedoch lediglich bei einer gewissen Eigenständigkeit.
Die Expositurkirche wurde am 13. Oktober 1909 von Expositus Johann Büchel feierlich eingeweiht.
Gegen den Abbruch der alten Kapelle mit dem ortsbildprägenden Dachreiter hat sich die Zentral-Kommission für Denkmalpflege (heute BDA) 1910 ausgesprochen. Die Kapelle wurde in weiterer Folge für gewerbliche Zwecke als Lager benutzt und durch einen Brand 1950 schwer beschädigt.

## Lage
Die Kirche (1047 m ü. A.) bildet einen Teil des Zentrums des Dorfes Innerlaterns und beherrscht architektonisch den Ort. Die Kirche befindet sich auf der Parzelle „St. Maria“, liegt direkt an der Laternserstraße (L 51) und hat die Haus Nr. 87a. Südlich vom Kirchengebäude befindet sich der Friedhof. Westlich (Parkplatz) und südlich der Parzelle führt die Unterwaldstraße vorbei.

## Architektur
Die Kirche wurde nach den Plänen von Fidel Kröner (1839–1904), erst nach dessen Tod, ausgeführt. Der Chorraum (Altarraum) befindet sich östlich und ist vom Langhaus (Kirchenschiff) durch einen Chorbogen abgegrenzt. Der Chorbogen ist nach oben spitz (Spitzbogen) und mit einem Chorbogen-Kruzifix in der Mitte, ähnlich dem spätgotischen Chorbogen im Ulmer Münster, jedoch ohne Bemalung, ausgeführt. Die Kirche ist von Ost nach West ausgerichtet. Das Kirchengebäude ist etwa 15 m hoch, etwa 23 m lang, 9 m breit. Der Turm etwa 35 m hoch.
Der Boden im Innenraum ist gefliest. Das Kirchenschiff wird durch spitzbogenförmige Fenster belichtet.
Der Turm mit den vier doppel-spitzbogenförmigen Schallöffnungen befindet sich in Höhe des Chorbogens und ist nordseitig angebaut. Die einstöckige Sakristei ist südseitig in Höhe des Chors angebaut (zum Friedhof).
Kirche und Friedhof sind weitgehend von einer Steinmauer mit aufgesetztem Metallgitter umgeben.

## Ausstattung
Vor dem Chorbogen sind keine Seitenaltäre installiert, sondern links eine Statue der hl. Maria und rechts von Jesus.
Der Hochaltar ist etwas erhöht vom Boden des Chors abgesetzt und ist in gotischer Formgestaltung ausgeführt und dominiert stilistisch den ansonsten schlichten Chorraum. Hinter dem Hochaltar befindet sich ein Glasfenster, teilweise in Steinfassung, welches Maria mit dem Kinde zeigt. Links von diesem Mittelfenster steht eine Statue des hl. Nikolaus mit Kelch, die etwa aus dem 16. Jahrhundert stammt. Die Figur des hl Theodul wurde von Meister Erasmus Kern (1592-nach 1650) geschaffen. Die hll. Nikolaus und Theodul sind die Schutzpatrone des Walser.
Vor dem Hochaltar steht ein Volksaltar aus Tannen-Holz. Die Kirchenbänke, geschnitzte Kanzel, Beichtstuhl sind im selben Stil und Farbe gehalten. Ebenso die Bilderrahmen der Kreuzwegstationen, die Empore und die Außenverkleidung der Orgel.